# Rodrigo Ureña
Rodrigo Andrés Ureña Reyes (Conchalí, 1 de março de 1993) é um futebolista chileno. Atualmente defende o Universitario de Deportes.

## Carreira

### Unión Española
Começou nas divisões de base da Unión Española com apenas 10 anos de idade em 2003, onde ficou até 2010.
Estreou oficialmente em 6 de maio de 2012 contra o Deportes Antofagasta, em partida válida pelo Torneo Clausura.
Em outubro de 2012, após desentendimentos com a diretoria, Ureña compra seus direitos federativos e se desliga da Unión Española.

### Universidad de Chile
Uma semana depois, acertou com a Universidad de Chile, sendo o primeiro reforço de 2013. Ele fez sua estreia em 2 de março de 2013 na vitória por 3 a 1 sobre o Cobresal. Devido ao grande número de meio-campistas, não teve oportunidades e foi enviado ao Cobresal por empréstimo.

### Universitario de Deportes
Depois de uma boa temporada no futebol colombiano, Ureña assinou com o Universitario de Lima.

## Seleção Chilena
Foi convocado para a Seleção Chilena Sub-15 em 2008 e para a Sub-20 em 2011.

## Estatísticas
Até 22 de fevereiro de 2013.

### Clubes
| Clube                | Temporada         | Campeonato nacional | Campeonato nacional | Copa nacional[a] | Copa nacional[a] | Competições continentais[b] | Competições continentais[b] | Outros torneios[c] | Outros torneios[c] | Total | Total |
| Clube                | Temporada         | Jogos               | Gols                | Jogos            | Gols             | Jogos                       | Gols                        | Jogos              | Gols               | Jogos | Gols  |
| -------------------- | ----------------- | ------------------- | ------------------- | ---------------- | ---------------- | --------------------------- | --------------------------- | ------------------ | ------------------ | ----- | ----- |
| Universidad de Chile | 2013              | 0                   | 0                   | 0                | 0                | 0                           | 0                           | 0                  | 0                  | 0     | 0     |
| Universidad de Chile | Total             | 0                   | 0                   | 0                | 0                | 0                           | 0                           | 0                  | 0                  | 0     | 0     |
| Total na carreira    | Total na carreira | 0                   | 0                   | 0                | 0                | 0                           | 0                           | 0                  | 0                  | 0     | 0     |

- a. ^ Jogos da Copa Chile
- b. ^ Jogos da Copa Libertadores e Copa Sul-Americana
- c. ^ Jogos do Jogo amistoso

## Títulos
Universidad de Chile
- Copa Chile: 2012-13[6] e 2015[7]
- Supercopa do Chile: 2015

Cobresal
- Campeonato Chileno: 2015

América de Cali
- Campeonato Colombiano: 2020

Deportes Tolima
- Superliga da Colômbia: 2022